# Hormopeza nigricans
Hormopeza nigricans är en tvåvingeart som beskrevs av Friedrich Hermann Loew 1864. Hormopeza nigricans ingår i släktet Hormopeza och familjen dansflugor. Inga underarter finns listade i Catalogue of Life.